# Kristian Arnstad
Kristian Arnstad, né le 7 septembre 2003 à Oslo en Norvège, est un footballeur norvégien qui joue au poste de milieu central à l'AGF Aarhus.

## Biographie

### En club
Né à Oslo en Norvège, Kristian Arnstad commence le football à l'IL Heming (en) avant d'être formé par le Stabæk Fotball, où il commence sa carrière professionnelle. Il joue son premier match le 21 mai 2019, lors d'une rencontre de coupe de Norvège face à l'Elverum Fotball. Il entre en jeu et son équipe s'impose par six buts à un.
Le 15 septembre 2019, Kristian Arnstad rejoint la Belgique afin de s'engager avec le RSC Anderlecht. Le 20 novembre 2020, Arnstad prolonge son contrat avec Anderlecht. Il est alors lié au club jusqu'en juin 2023.
Le 23 mai 2022, Arnstad prolonge, à nouveau, son contrat avec Anderlecht jusqu'en juin 2025,.
Le 19 mars 2023, Arnstad inscrit son premier but en professionnel, et donc pour Anderlecht, à l'occasion d'une rencontre de championnat contre Oud-Heverlee Louvain. Entré en jeu à la place de Yari Verschaeren, il marque sur un service de Benito Raman. Les Anderlechtois s'imposent par deux buts à zéro,,.

### En sélection
Avec les moins de 17 ans, Arnstad joue trois matchs, tous en 2019. Il se fait notamment remarquer avec cette sélection en marquant un but et délivrant une passe décisive contre Malte le 20 octobre 2019 (victoire 8-0 des Norvégiens).
Arnstad représente également les moins de 19 ans. Il joue au total quatre matchs avec cette sélection entre 2021 et 2022, et inscrit un but. Ses quatre apparitions sont toutes en tant que titulaire et capitaine de son équipe.
Kristian Arnstad joue son premier match avec l'équipe de Norvège espoirs le 3 septembre 2022 face à la Croatie. Il est titularisé et son équipe s'impose sur le score de trois buts à deux.

## Statistiques
| Saison                | Club                  | Championnat           | Championnat | Championnat | Coupe(s) nationale(s) | Coupe(s) nationale(s) | Compétition(s) continentale(s) | Compétition(s) continentale(s) | Compétition(s) continentale(s) | Play-offs | Play-offs | Total | Total |
| Saison                | Club                  | Division              | M.          | B.          | M.                    | B.                    | Comp.                          | M.                             | B.                             | M.        | B.        | M.    | B.    |
| 2019                  | Stabæk Fotball        | Eliteserien           | -           | -           | 1                     | 0                     | -                              | -                              | -                              | -         | -         | 1     | 0     |
| Sous-total            | Sous-total            | Sous-total            | -           | -           | 1                     | 0                     | -                              | -                              | -                              | -         | -         | 1     | 0     |
| 2020-2021             | RSC Anderlecht        | Division 1A           | 2           | 0           | 1                     | 0                     | -                              | -                              | -                              | -         | -         | 3     | 0     |
| 2021-2022             | RSC Anderlecht        | Division 1A           | 1           | 0           | -                     | -                     | C4                             | -                              | -                              | 5         | 0         | 6     | 0     |
| 2022-2023             | RSC Anderlecht        | Division 1A           | 27          | 1           | 1                     | 0                     | C4                             | 15                             | 0                              | -         | -         | 43    | 1     |
| 2023-2024             | RSC Anderlecht        | Division 1A           | 14          | 0           | 1                     | 0                     | -                              | -                              | -                              | 0         | 0         | 15    | 0     |
| 2024-2025             | RSC Anderlecht        | Division 1A           | 1           | 0           | -                     | -                     | C3                             | 0                              | 0                              | -         | -         | 1     | 0     |
| 2023-2024             | RSCA Futures (prêt)   | Division 1B           | 2           | 0           | -                     | -                     | -                              | -                              | -                              | -         | -         | 2     | 0     |
| Sous-total            | Sous-total            | Sous-total            | 47          | 1           | 3                     | 0                     | -                              | 15                             | 0                              | 5         | 0         | 70    | 1     |
| 2024-2025             | AGF Aarhus            | Superliga             | -           | -           | -                     | -                     | -                              | -                              | -                              | -         | -         | 0     | 0     |
| Total sur la carrière | Total sur la carrière | Total sur la carrière | 47          | 1           | 4                     | 0                     | -                              | 15                             | 0                              | 5         | 0         | 71    | 1     |